# Caspar Borner
Caspar Borner (Großenhain, 1492 – Lipsia, 2 maggio 1547) è stato un umanista tedesco.

## Biografia
Nato in una famiglia benestante, dopo aver ricevuto una buona istruzione alla scuola latina di Grossenhain, nel 1507 si iscrisse all'Università di Lipsia. Allievo di Johannes Aesticampianus, conseguì il baccalaureato delle arti nel 1509 e dopo l'espulsione di Aesticampianus, lo seguì in Italia, a Parigi e a Colonia; durante il viaggio si dedicò alla matematica e all'astronomia.
Dopo aver conosciuto Petrus Mosellanus, si spostò con lui nel 1515 in Sassonia per andare a insegnare in una scuola di Freiberg fondata dall'Aesticampianus. Tornato nel 1517 a Lipsia, nel 1518 conseguì la laurea e il titolo di Magister. Dopo la disputa di Lipsia, nel 1519 si trasferì all'Università di Wittenberg per insegnare astronomia per un anno; nel 1522 tornò a Lipsia per prendere il posto di Johann Gramann come rettore della scuola San Tommaso di Lipsia e per diventare notaio presso il monastero di San Tommaso a Lipsia. Nel 1523 gli fu assegnato l'insegnamento di matematica e astronomia, nel 1524 scrisse un'introduzione alla grammatica latina e nel 1532 e nel 1535 fu nominato vicerettore all'Università di Lipsia.
Sotto gli auspici di Enrico IV di Sassonia, che incoraggiava l'introduzione della riforma protestante a Lipsia, e con l'elezione a rettore dell'Università di Lipsia nel 1539, Borner poté gettare le basi per la riforma universitaria. Nel 1541 conseguì il dottorato in teologia, titolo che non era mai stato assegnato a nessun altro a Lipsia; nel semestre invernale fra il 1541 e il 1542 in qualità di rettore rinnovò il corpo docente e ampliò la biblioteca universitaria.
Durante il suo terzo rettorato nel semestre invernale del 1543-1544, fece trasferire all'Università, d'accordo con Maurizio di Sassonia, gli edifici del convento domenicano di San Paolo, in cui vi mise aule, l'auditorium, alloggi per professori e per studenti; ampliò i fondi della biblioteca universitaria e istituì un archivio universitario.
Quando Lipsia fu assediata nella guerra di Smalcalda, Borner si ammalò di un'epidemia dilagante che lo portò alla morte.

## Opere
- Caspar Borner, Einführung in die lateinische Grammatik, 1524.